# محمود شریف بسیونی
محمود شریف بسیونی (عربی: محمود شريف بسيوني);(۱۹ دسامبر ۱۹۳۷ – ۲۵ سپتامبر ۲۰۱۷) استادیار حقوقدان در دانشگاه د پل بود که در آن از سال ۱۹۶۴ تا ۲۰۱۲ تدریس می‌کرد. او در چندین موقعیت سازمان ملل متحد خدمت کرد و در بسیاری از پروژه‌ها به عنوان مشاور وزارت امور خارجه و دادگستری ایالات متحده فعالیت داشت. او عضو بنیان‌گذار مؤسسه حقوق بین‌الملل دانشگاه د پل بود که در سال ۱۹۹۰ تأسیس شد. پروفسور بسیونی اغلب توسط رسانه‌ها به عنوان «پدرخوانده حقوق بین‌الملل جنایی» و «متخصص جرایم جنگی» شناخته می‌شود. او در کمیته اجرایی ابتکار جنایت علیه بشریت فعالیت داشت. این کمیته به منظور بررسی نیاز به یک کنوانسیون جامع در مورد پیشگیری و مجازات جرایم علیه بشریت آغاز شد و پیش‌نویس یک معاهده پیشنهادی را پیشنهاد کرد. او پیش‌نویس کنوانسیون پیشنهادی را ارائه کرد و این پیش‌نویس در سال ۲۰۱۴ در کمیسیون حقوق بین‌الملل مورد بحث قرار گرفت.
در سال ۲۰۱۰، بسیونی مقالات شخصی خود را به مجموعه‌های ویژه و آرشیو دانشگاه د پل اهدا کرد. این اسناد برای پژوهشگران قابل دسترسی است.

## مناصب حقوقی
محمود شریف بسیونی یکی از برجسته‌ترین نظریه‌پردازان قانون جنایات بین‌المللی و قانون حقوق بشر بین‌المللی بود. او توسط سازمان ملل متحد به عنوان یکی از اعضای کمیته حقیقت‌یاب در مورد جنایات شکنجه و نسل‌کشی در جنگ‌های افغانستان، لیبی، سودان، عراق و بحرین انتخاب شده بود و ریاست کمیته حقیقت‌یاب در رویدادهایی که در سال ۲۰۱۱ در بحرین اتفاق افتاد را بعهده داشت.
بعد از انتخابات ریاست جمهوری سال ۲۰۱۲ در مصر و پیروزی محمد مرسی در آن بسیونی در گفتگویی که با روزنامه مصری الیوم داشت، گفت «در صورتی که مرسی حکومتش را ادامه دهد و مصر را در دستهای خود و گروهش اخوان المسلمین نگاه دارد مصر یا با انقلابی دیگر روبرو خواهد شد و تر و خشک را با هم خواهد سوزاند یا از طریق صندوق انتخابات برکنار خواهد شد. او اضافه کرد که در صورت اصرار مرسی بر مواضعش مردم مصر شاهد خشونت‌های بی‌سابقه‌ای در خیابان‌ها خواهند شد و جریانات اسلامی برخلاف اختلاف‌هایی که با یکدیگر دارند نخواهند گذاشت فرصت‌های تاریخی که هشتاد سال به‌دنبال آن بودند از دست برود»
او در ارتباط با وضعیت مصر در حکومت مرسی گفت مصر در مقابل رژیمی اسلامی بر اساس خلافت اسلامی است که با اصول دمکراسی و حقوق بشر که بسیاری کشورهای مسلمان مانند ترکیه بدان دست پیدا کرده‌اند در تعارض است. آن‌ها از رژیم ترکیه دور شده‌اند و برای مصر رژیم ایران و ولایت فقیه را انتخاب کرده‌اند. تنها تفاوت این است که در مصر به جای وجود ولی فقیه موجودیتی بنام شورای فقهای سنی ایجاد کرده‌اند. به نظر من این گروه حاکمیت را کنار نخواهند گذاشت و این فرصت را از دست نخواهند داد و هیچ‌کسی غیر از کسانی که از نظر فکری و ایدئولوژیکی به آن‌ها وابسته است را در حاکمیت شریک نخواهند کرد.
محمود بسیونی در ارتباط با راه خروج مصر از بن‌بستی که در زمان محمد مرسی ایجاد کرده گفت «او یا باید عقب‌نشینی کند یا در صورتی‌که مردم به فکر سرنگونی او افتادند راه حل خونین خواهد بود و جریانات اسلامی که از مرسی دفاع خواهند کرد مصر را به دریایی از خون تبدیل خواهند کرد»

## درگذشت
در تاریخ ۲۶ سپتامبر ۲۰۱۷ پروفسور محمود شریف بسیونی حقوقدان برجسته مصری در سن ۷۹ سالگی درگذشت. سایت العربیه نوشت بسیونی یکی از برجسته‌ترین نظریه‌پردازان قانون جنایات بین‌المللی و قانون حقوق بشر بین‌المللی بود او ریاست کمیته حقیقت‌یاب در رویدادهایی که در سال ۲۰۱۱ در بحرین اتفاق افتاد را بعهده داشت.